# Sertão do Moxotó (tiểu vùng)
Sertão do Moxotó là một tiểu vùng thuộc bang Pernambuco, Brasil. Tiều vùng này có diện tích 9045 km², dân số năm 2007 là 184920 người.